# رودولف لو
رودولف لو (استونیایی: Rudolf Loo; ۱ دسامبر ۱۹۰۲ – ۳۰ مهٔ ۱۹۸۳) کشتی‌گیر اهل استونی بود.
وی در مسابقات کشتی فرنگی بازی‌های المپیک تابستانی ۱۹۲۴ شرکت کرده و در رده ششم قرار گرفته بود.